# LibreOffice Calc
LibreOffice Calc — табличный процессор, входящий в состав офисного пакета LibreOffice. Является ответвлением табличного процессора OpenOffice Calc. LibreOffice Calc распространяется по свободной лицензии Mozilla Public License v2.0.

## Особенности
Возможности табличного процессора:
- Возможность чтения/записи OpenDocument (ODF), Excel (XLS), CSV[3], и нескольких других форматов[4].
- Поддерживает 1 миллион рядов/строк в электронной таблице, что делает Calc вполне подходящим для сложных научных или финансовых документов[5]. Начиная с версии 7.4 поддерживает до 16384 столбцов[6][7].